# Coronel Tadeu
Marcio Tadeu Anhaia de Lemos (São Paulo, 30 de setembro de 1965), mais conhecido como Coronel Tadeu é um policial militar, piloto de helicópteros e político brasileiro, filiado ao Partido Liberal (PL). Nas eleições de 2018, foi eleito deputado federal por São Paulo.

## Biografia
Em 2018 foi eleito para o cargo de deputado federal por São Paulo pelo Partido Social Liberal (PSL) com 98.373 votos.
No ano de 2022, anunciou seu desligamento do União Brasil (UNIÃO) para filiar-se ao Partido Liberal (PL) visando apoiar a candidatura da reeleição nas eleições presidenciais de Jair Bolsonaro (PL).
Nas eleições de 2022 se candidatou pelo PL ao cargo de deputado federal por São Paulo mas não conseguiu se reeleger, obtendo 61.546 votos.
Reassumiu o mandato na câmara em 5 de junho de 2025, após a licença da titular, Carla Zambelli.

## Controvérsias

### Agressão a exposição
Em 2019, quebrou uma charge do cartunista Carlos Latuff que acusava parte do corpo policial de genocídio da população negra, à véspera do dia da consciência negra. O ato foi lamentado por deputados como Rodrigo Maia (DEM) e Benedita da Silva (PT). 

## Desempenho eleitoral
| Ano  | Cargo                          | Votos  | Resultado  | Ref.  |
| ---- | ------------------------------ | ------ | ---------- | ----- |
| 2018 | Deputado Federal por São Paulo | 98.373 | Eleito     | [ 4 ] |
| 2022 | Deputado Federal por São Paulo | 61.546 | Não eleito | [ 7 ] |